# Bithia sibirica
Bithia sibirica är en tvåvingeart som beskrevs av Rikhter 1980. Bithia sibirica ingår i släktet Bithia och familjen parasitflugor. Inga underarter finns listade i Catalogue of Life.